# Enrique Viana
Enrique Viana (Madrid, 1962) es un cantante lírico español con tesitura de tenor. Es también actor y director de escena. Como cantante, está especializado en el repertorio belcantista (Rossini, Donizetti, Bellini) y en determinados autores románticos franceses como Auber, Meyerbeer, Massenet, Bizet, Gounod o Boieldieu. También se le conoce por espectáculos propios como Banalités y Vianalités, La locura de un tenor o Tenor, rojo... y al vivo.

## Trayectoria
Nació en Madrid, donde estudió la carrera superior de canto en el Real Conservatorio Superior de Música, y más tarde amplió sus estudios en Barcelona, París dónde se especializó en la música romántica francesa y ciudades de Italia como Milán, Siena o Roma, donde estudió especialmente la obra y la figura de Gaetano Donizetti, del que tiene en su repertorio más de 70 arias que ha interpretado en numerosos teatros europeos. Viana ha interpretado papeles principales en óperas como Rigoletto, La traviata, Falstaff, Las bodas de Fígaro, El barbero de Sevilla y Don Pasquale entre otras, en países como Estados Unidos, Francia, Inglaterra, Alemania, Italia, China, Corea o Filipinas.
También ha interpretado diversas obras españolas, especialmente zarzuelas como Quo vadis? y Plus Ultra de Ruperto Chapí con letra de Sinesio Delgado, Luna de miel en El Cairo,  La corte del faraón, La Generala,La gatita blanca o Benamor en cuya producción, de 2021, se encargó también de la reescritura del libreto. Actualizó los textos de El año pasado por agua de Ricardo de la Vega para la producción de 2024 del Proyecto Zarza, la línea didáctica del Teatro de la Zarzuela.
Ha trabajado con directores de renombre como Antoni Ros Marbà, Jesús López Cobos, Ralf Weikert, Dominique Debart, Ruslan Raychev, Michael Angeloff, Zanco Delibozov, Armando Krieger, Renato Palumbo, Ian Cayers, Christophe Rousset, Enrique García Asensio, P. M. Durand, Víctor Pablo Pérez, Miguel Ángel Gómez Martínez y otros.
En su faceta creadora, ha escrito, dirigido e interpretado espectáculos desenfadados, en clave de un humor que en ocasiones tiende al absurdo, en los que la música lírica y los cuplés, muchos escritos por él mismo, tienen un importante papel y le han proporcionado gran popularidad. Algunos de los más conocidos son Tardes con Donizatti (2004) y Rossiniana, alta en calorías (2007) o Algo se cuece en la Plaza para el Teatro Real, A vueltas con la Zarzuela, La locura de un tenor, Tenor, vivo… y al rojo, Música y excusas, Banalités y Vianalités, la visita guiada al Teatro de la Zarzuela  ¡Arsenio, por compasión, ven a la Zarzuela! Ni fú ni fa#, Visitas Guiadas Teatralizadas al Teatro Arriaga, Mentiras delgadas o Un juzgado de cuplé o Luisa Fernanda, ya tengo Instagram. Acostumbra a diseñar y coser los trajes que utiliza sobre el escenario.
Como profesor y conferenciante, ha impartido clases y conferencias en universidades de América y Europa. También ha dirigido y coordinado cursos sobre belcanto en el siglo XIX y ópera romántica francesa. Viana ha sido presentador y guionista del programa de Radio Clásica (RNE) Sólo canciones, españolas. En 2018, ideó y se encargó de la dirección de Master CheZ una producción del Teatro de la Zarzuela dentro de su programa didáctico, que combina la música de varias zarzuelas populares con temas para promover hábitos saludables, la importancia de la educación, el esfuerzo, la verdadera amistad y el pensamiento crítico, dirigida a un público infantil a partir de 6 años. Para ello, contó con la colaboración de la Universidad Carlos III de Madrid y la participación de la Orquesta de la Comunidad de Madrid bajo la dirección musical de Carlos Chamorro.
En ocasiones, también ha publicado artículos en revistas especializadas en lírica como Scherzo o Cavatina y ha escrito las notas al programa de representaciones y recitales belcantistas. Ha grabado dos CD’S, dedicados a Donizetti: Donizetti belcantista y Donizetti heroico.

## Grabaciones
1999 - BEL CANTO. GAETANO DONIZETTI (1797-1848). Editorial: Datagrafic.